# シャビ・エルナンデス
- チャビ
- シャヴィ

シャビ（Xavi）ことシャビエル・エルナンデス・クレウス（Xavier Hernández Creus（カタルーニャ語: [ˈ(t)ʃaβi ərˈnandəz ˈkɾɛws] スペイン語: [ˈtʃaβj erˈnandeθ  ˈkɾeus]）、1980年1月25日 - ）は、スペイン・カタルーニャ州バルセロナ県タラサ出身の元サッカー選手、現サッカー指導者。元スペイン代表。現役時代のポジションはミッドフィールダー。
11歳からFCバルセロナの育成組織であるラ・マシアで育ったシャビは同クラブにおける伝統的なプレースタイルであるティキ・タカの具現化であると見なされており、史上最高のミッドフィールダー、スペイン史上最高の選手と広く考えられている。
2020年にはサッカー史上最高の守備的ミッドフィールダーとして、サッカー歴代ベストイレブンであるバロンドール・ドリームチームに選出された。
バルセロナとスペイン代表で獲得したタイトル数31はアンドレス・イニエスタに抜かれるまではスペイン人選手の最多記録であった。
バルセロナではチームの中心として8度のリーガ・エスパニョーラ優勝と4度のUEFAチャンピオンズリーグ優勝を経験。クラブ史上初めて国際試合150試合に出場した選手にもなった。2009年のFIFA最優秀選手賞で3位になり、その後継賞であるFIFAバロンドールでは2010年と2011年に3位に、2011年にはUEFA欧州最優秀選手賞で2位となった。FIFProベストイレブンを2回、UEFAチーム・オブ・ザ・イヤーを2回受賞。ラ・リーガでは2001年以降で全体2位となる通算130アシストを記録した。
2000年にスペインA代表デビューを果たした後、中心選手として通算133試合に出場した。2010 FIFAワールドカップでのスペインの初優勝、およびUEFA EURO 2008とUEFA EURO 2012の連覇に不可欠な役割を果たした。

## クラブ経歴

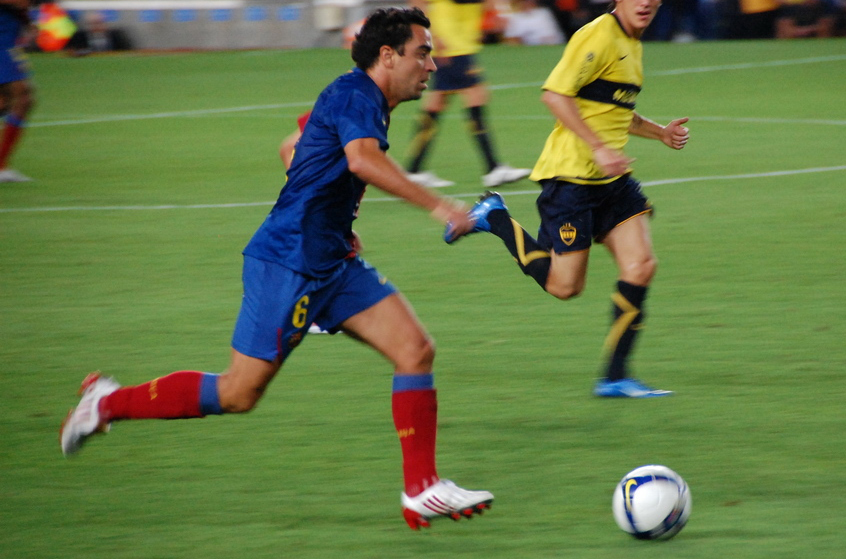
ジョアン・ガンペール杯でのシャビ（2008年）

### バルセロナ

#### カンテラ
1991年、11歳の時にFCバルセロナの下部組織に加入し、ラ・マシアに入寮した。はじめてもらった24ユーロ（約3200円）の給料は故郷の母へトースターをプレゼントするのに使ったという。順調に下部組織のカテゴリーを昇格していき、1997年にはジョルディ・ゴンサルボが率いるFCバルセロナBに昇格し、セグンダ・ディビシオン（2部）昇格を果たしたチームのキープレーヤーであった。この頃、ACミランから4年契約で移籍オファーがあったが、家族から離れることを嫌い受けなかったと、後に母親がスペインメディア『TV Cuatro』のインタビューに応えて明かしている。

#### デビュー（1998年 - 2003年）
1998年8月18日、スーペルコパ・デ・エスパーニャのマジョルカ戦でトップチームデビューし、その試合でプロ入り後初得点して タイトル獲得に貢献した。10月3日のビジャレアル戦でリーガ・エスパニョーラデビューし、3-1で勝利を飾った。デビューしてからしばらくはFCバルセロナBとトップチームを往復する日々が続いたが、バリャドリード戦でリーガ初ゴールとなる決勝点を決めて、以降は低迷していたチームの巻き返しに一役買い、ルイ・ファン・ハール監督率いるチームで鍵となる選手に成長していった。
1999-2000シーズンはレギュラーのMFジョゼップ・グアルディオラが負傷で試合を欠場することが多く、シャビがプレーメーカーの一番手で起用されるようになった。2000-01シーズンまではグアルディオラとコンビを組むことが多く、グアルディオラが退団した2001-02シーズンはMFフィリップ・コクーとコンビを組むことが多かった。2001-02シーズン、3月16日のレアル・マドリードとのエル・クラシコでクラシコ初ゴールを決めた。

#### ライカールト監督時代（2003年 - 2008年）
2003-04シーズンには下部組織からMFアンドレス・イニエスタが昇格し、退団したコクーに代わってコンビを組むことが多くなった。2004年夏にはチームの第2キャプテンに就任した。同年夏にはMFデコが加入し、イニエスタを含めた中盤の3人は抜群のコンビネーションを発揮し、2004-05シーズンのリーグ優勝に貢献した。2005年12月2日、練習中にグラウンドのぬかるみに足を取られて転倒し、左膝前十字靭帯を断裂する重傷を負った。手術では膝蓋腱形成による靭帯の再生処置が施され、5ヶ月間のリハビリに取り組んだ。2006年4月のカディスCF戦でデコに代わって途中出場し、10分間プレーした。UEFAチャンピオンズリーグ決勝にも出場し、チームはリーグ戦とUEFAチャンピオンズリーグの2冠を達成したが、シャビ自身にとっては不完全燃焼のシーズンであった。

#### グアルディオラ監督時代（2008年 - 2012年）
2006-07、2007-08シーズンと連続してリーグ優勝を逃したためにフランク・ライカールト監督が辞任し、かつてのチームメイトであるジョゼップ・グアルディオラが監督に就任した。2008-09シーズンは、リーガ・エスパニョーラ、コパ・デル・レイ、UEFAチャンピオンズリーグの3冠を達成したチームの中で重要な役割を担った。2008年12月20日、クラブとの契約を2014年まで延長し、クラブで最も高額な部類となる年俸750万ユーロに昇給した。2009年2月14日のベティス戦のフル出場で公式戦通算452試合フル出場を達成し、クラブ歴代2位のFWカルロス・レシャックのフル出場記録に並び、ランクの上にはDFミゲリ（548試合フル出場）しかいない。5月2日に行われたレアル・マドリードとのエル・クラシコでは4アシスト（プジョルとアンリに対して1アシスト、メッシに対して2アシスト）を決め、6-2と大勝してリーグタイトル獲得を決定づけた。ビルバオとのコパ・デル・レイ決勝では駄目押しとなる直接フリーキックを決めた。マンチェスター・ユナイテッドとのUEFAチャンピオンズリーグ決勝では69分にリオネル・メッシの得点をアシストし、ペナルティエリアの外からゴールポストを叩くシュートを放った。最終的に2-0で勝利して自身2度目の優勝を果たし、同大会の最優秀MFに選出された。UEFAチャンピオンズリーグでは最多の7アシストを記録、リーグ戦ではシーズン中、キャリアで最高の20アシストを記録した。
2009-10シーズンも好調を維持した。1998-99シーズンから11シーズン連続で欧州カップ戦に出場しているが、2009年12月9日のUEFAチャンピオンズリーグ・ディナモ・キーウ戦に出場してクラブ初の欧州カップ戦通算100試合出場を果たした。同月にはアラブ首長国連邦で行われたFIFAクラブワールドカップに出場し、アトランテFC（北中米カリブ海代表）とエストゥディアンテス（南米代表）に勝利して優勝した。2010年4月10日にはエスタディオ・サンティアゴ・ベルナベウでのエル・クラシコで2アシストを記録した。リーグ戦34試合に出場して3得点9アシストを決め、勝ち点99を獲得してリーグ2連覇を果たした。UEFAチャンピオンズリーグでは準決勝でインテルに敗れたもののベスト4に残った。2010年6月3日、リーグ最優秀選手賞であるトロフェオ・アルフレッド・ディ・ステファノでメッシとFWクリスティアーノ・ロナウドに次ぐ3位に選ばれた。6月9日、2016年6月末までの4年間の契約延長に合意した。
2010-11シーズン、11月29日、5-0で完勝したエル・クラシコでは先制点をマーク。12月にはFIFAバロンドールの最終候補3名が発表され、FCバルセロナのシャビ、イニエスタ、メッシの3人が候補を独占した。あと一歩及ばずメッシに敗れてしまったが、シャビは「これはカンテラ(育成機関)への賞だ」とメッシの受賞をたたえた。
2011-12シーズン、FIFAクラブワールドカップ決勝のサントス戦では1ゴールを決めて優勝に貢献した。またリーガでは12月10日のレアル・マドリード戦でゴールを決めて勝利に貢献するなど、キャリアで最高のシーズン10ゴールを決めた。

#### バルセロナ退団まで（2012年 - 2015年）

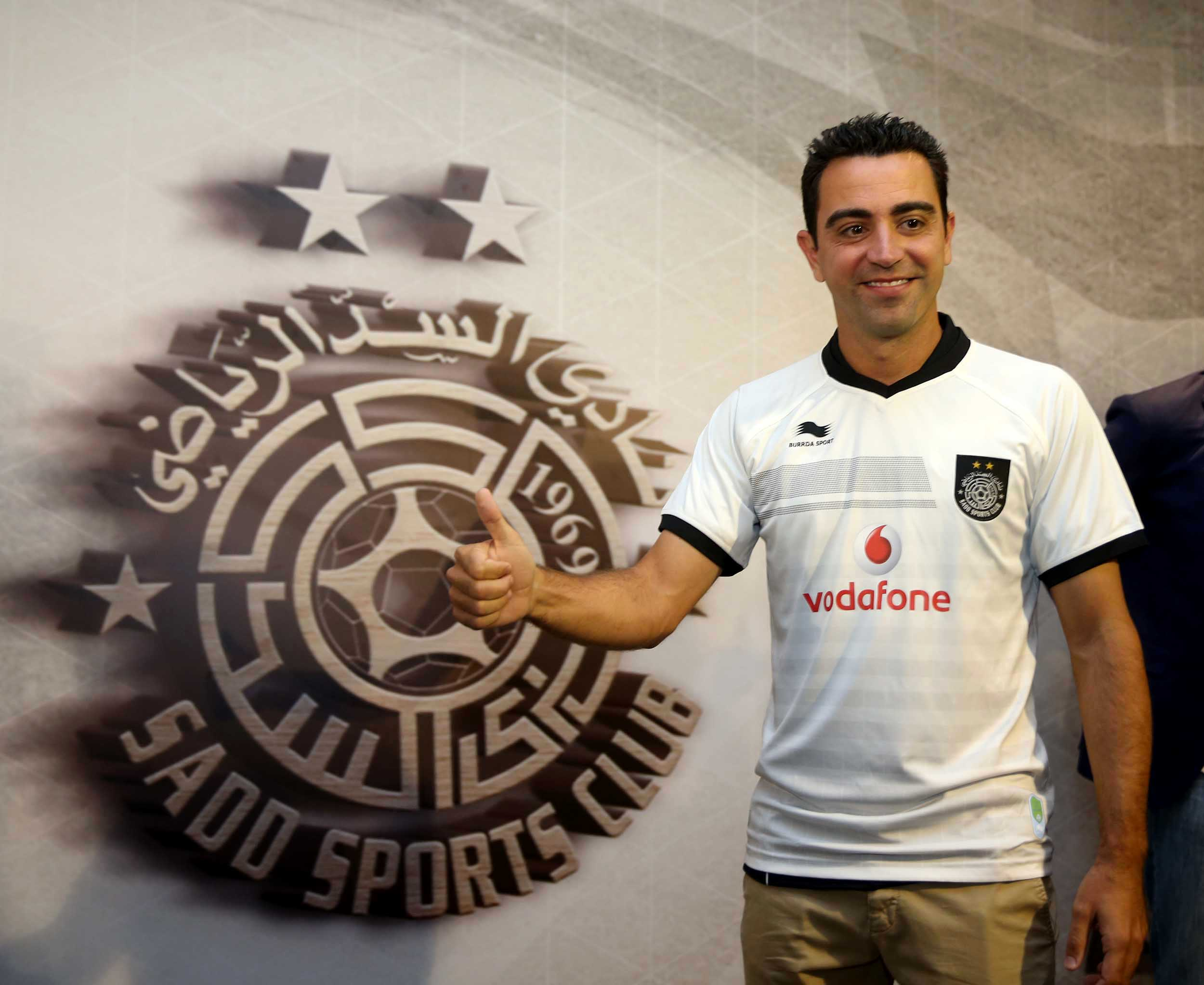
カタールのアル・サッドへの移籍

2014-15シーズン、4月28日のヘタフェ戦でゴールを決めたが、これが結果的にバルサでの最後のゴールとなった。2015年5月21日、記者会見を開いて17年間すごしたFCバルセロナの退団を発表、同時に2014-15シーズン終了後にカタールのアル・サッドへの移籍を発表した。最終シーズンでは控えに回ったものの、チームはリーガ・エスパニョーラ、コパ・デル・レイ、チャンピオンズリーグでの2度目の三冠を達成してタイトル獲得数を25に伸ばし、最高の成績でラストシーズンを飾った。

### アル・サッド
2015年5月21日、カタール・スターズリーグに所属するアル・サッドに選手兼任コーチという立場で加入することが発表された。契約期間は3年間で背番号はバルセロナ時代と同じ6番に決定した 同時に2022 FIFAワールドカップの大使に就任することも発表された。同年6月11日に行われた入団会見でシャビは「カタールで多くの選手がプレーしたことは分かっている。僕の友達でもあるラウールもその一人だね。僕はアラブの文化について学びたいと思っている」と新天地での抱負を語った。
2019年5月2日、2018-19シーズン限りでの現役引退を表明し、5月20日のAFCチャンピオンズリーグ・ペルセポリスFC戦を最後に引退した。

## 代表経歴

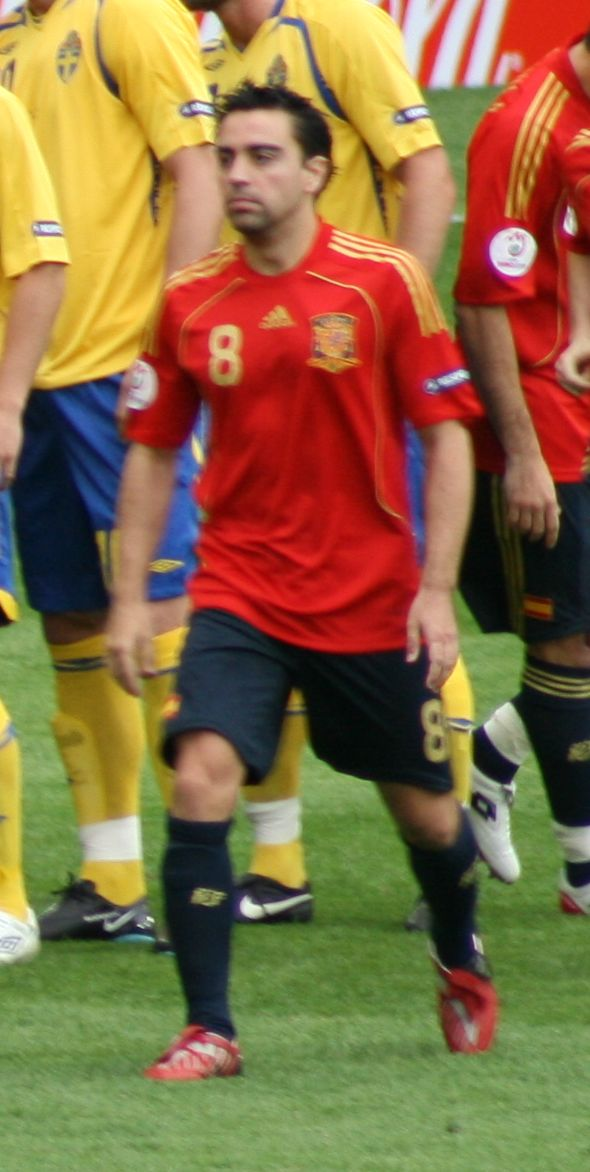
UEFA EURO 2008でのシャビ

### 年代別代表
2000年にはシドニーオリンピックに出場し、銀メダルを獲得した。決勝ではFWサミュエル・エトオを擁するカメルーン代表と対戦し、シャビがフリーキックで先制点を決め、DFガブリが追加点を挙げたが、最終的にPK戦で敗れた。

### A代表
2000年11月15日、オランダとの親善試合でスペイン代表デビューを飾った。ホセ・アントニオ・カマーチョ監督がスペイン代表を率いた2002 FIFAワールドカップには控え選手の立場で参加したが、準々決勝の韓国戦では試合の流れを変える切り札として延長戦前半途中から投入され、PK戦では3番手キッカーとして出場したが、PK戦に敗れて敗退した。イニャキ・サエス監督が率いたUEFA EURO 2004では出場機会を全く与えられず、1勝1敗1分でグループリーグ敗退に終わった。UEFA欧州選手権後にはMFルベン・バラハ、MFフアン・カルロス・バレロン、MFイバン・デ・ラ・ペーニャ、MFグティ、MFシャビ・アロンソなどとポジションを争い、ルイス・アラゴネス監督の信頼を得てレギュラーに定着した。2006 FIFAワールドカップ・ヨーロッパ予選では10試合中8試合に出場し、スロバキアとのプレーオフを勝ち抜いて本大会出場を決めた。プレーオフのファーストレグでは初めて背番号4を着け、2アシストの活躍で5-1の大勝に貢献した。

#### UEFA EURO 2008
チームの主軸のひとりであったUEFA EURO 2008ではイニエスタ、MFダビド・シルバ、MFセスク・ファブレガスとともにCuatro Jugones（クアトロ・フゴーネス、4人の創造者）と呼ばれる中盤を形成し、ショートパスの連続でボール支配率を高めて44年ぶり2度目の優勝に導いた。準決勝のロシア戦では先制点を挙げ、決勝のドイツ戦ではFWフェルナンド・トーレスの決勝点をアシストした。UEFAによって大会最優秀選手に選出された。準決勝でシャビが決めた得点は大会通算500得点目のメモリアルゴールであった。

#### 2010 FIFAワールドカップ
2010 FIFAワールドカップ・ヨーロッパ予選でも中心選手としてチームを引っ張り、10戦10勝で本大会出場を決めた。本大会、グループリーグのスイスとの初戦は0-1で敗れたが、ホンジュラスとチリに勝利してグループリーグ突破を決め、決勝トーナメントではポルトガル、パラグアイ、ドイツ、オランダを倒して初優勝を飾った。決勝トーナメント1回戦ではヒールパスでFWダビド・ビジャの決勝点をアシストし、準決勝ではコーナーキックでDFカルレス・プジョルの得点をアシストした。決勝までの7試合で669本のパスを試みて544本を成功させ、そのパス成功率は81%にも達した。パス本数はバスティアン・シュバインシュタイガーに104本差をつけて参加選手中最多を誇り、パス成功本数が500本を越えたのは彼だけであった。また、43本のコーナーキックを蹴って26本を味方に合わせたが、キック数・成功本数ともに2位を大きく引き離してトップだった。7試合で全選手中トップの80.2kmの走行距離を記録し、1試合平均走行距離は11.4kmに達した。ペナルティエリア内にボールを運んだ回数も全選手中トップの20回を記録した。

#### UEFA EURO 2012
2011年3月25日のUEFA EURO 2012予選のチェコ戦で、スペイン代表史上4人目となる代表100試合出場を達成した。UEFA EURO 2012ではスペインの全6試合に先発出場、決勝のイタリア戦ではアルバとトーレスのゴールをアシストして勝利、2大会連続の優勝に重要な役割を果たした。
2014年ワールドカップでは、グループリーグ初戦のオランダ戦にフル出場したが、同大会での出場はこの1試合のみであった。スペインはグループリーグ敗退に終わり、シャビは代表引退を表明した。

## 監督経歴

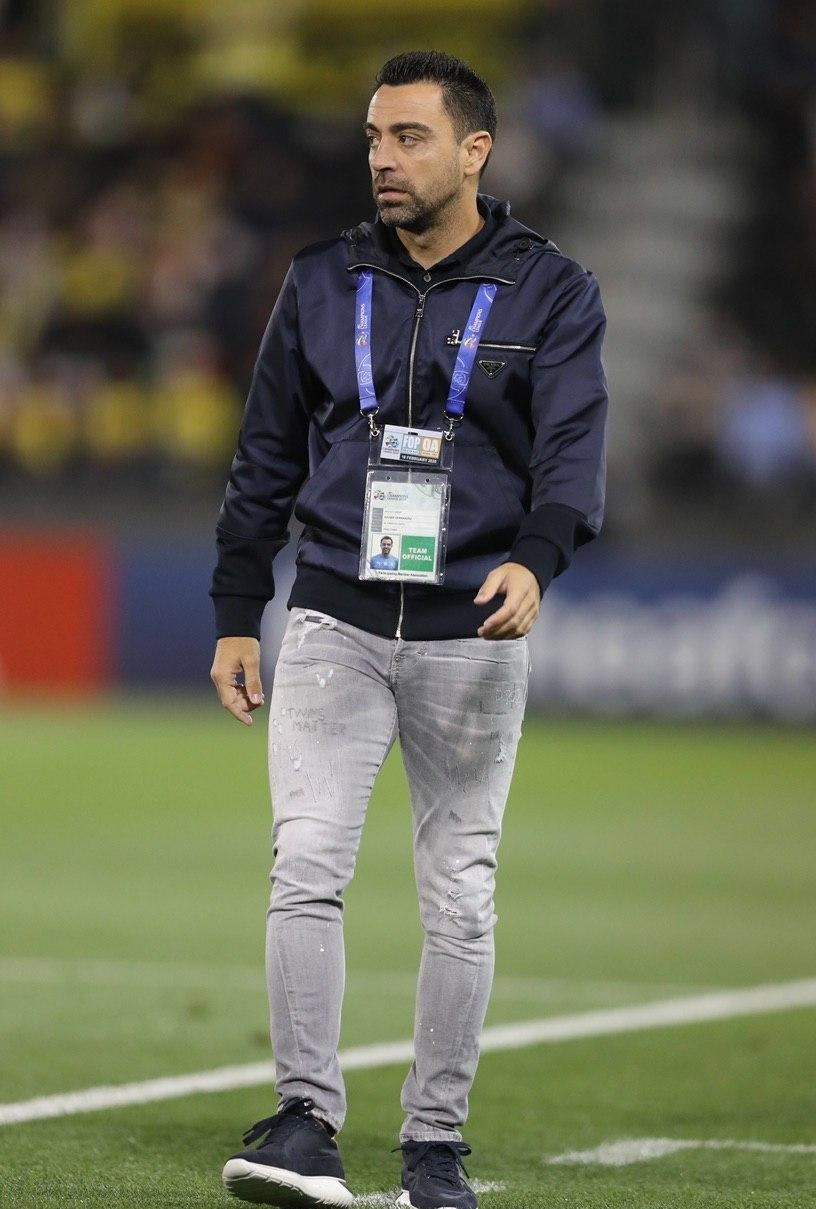
アル・サッドを率いるシャビ(2020年)

### アル・サッド
2019年にアル・サッドで選手としての現役を引退した後、アル・サッドの監督に就任した。2021年3月7日にはカタール・スターズリーグ第18節のウム・サラルSC戦を3-0で勝利し、リーグ戦を4試合を残してチームを無敗優勝に導いた。2021年11月5日、監督に就任してからの2年半で7つのタイトルを獲得したアル・サッドとの契約解除をクラブ間合意したことを発表した。

### バルセロナ
2021年11月6日、ロナルド・クーマンの後任として2024年6月までの契約でFCバルセロナの監督に就任することを発表し、8日に監督就任会見が行われた。

#### 2021-22シーズン
2021年11月20日のラ・リーガ第14節のバルセロナダービーで監督として初めてバルセロナを率い、メンフィス・デパイのPKによる得点を守り切り1-0の勝利で初陣を飾った。
UEFAチャンピオンズリーグではグループステージ2試合が残されていたものの、11月23日に本拠地カンプ・ノウで行われたベンフィカとの試合は0-0で引き分け、12月8日のFCバイエルン・ミュンヘン戦では0-3と完敗を喫したため、バルセロナはグループステージ3位となり、2004-05シーズンから続いた連続決勝トーナメント進出の記録が途絶えた。
2022年1月12日、監督として初めてのクラシコとなったスーペルコパ・デ・エスパーニャ準決勝では延長戦の末に2-3で惜しくも敗れた。翌週のコパ・デル・レイのアスレティック・ビルバオ戦も同じく延長戦の末に2-3で敗れたが、その次のリーグ戦22節でアラベスに1-0で勝利したのを皮切りに、その後は14試合無敗を続けた。
3月20日、エスタディオ・サンティアゴ・ベルナベウで行われたクラシコでは、レアル・マドリードのエースであるカリム・ベンゼマの欠場やルカ・モドリッチを偽9番に配置するカルロ・アンチェロッティの奇策が不発したことあり、4-0で圧勝した。
就任後の積極的な補強や、それまで怪我や遅刻を繰り返していたウスマン・デンベレを復活（リーグ戦21試合で1ゴール13アシストを記録）させるなどし、就任時点ではリーグ戦9位だったのを最終的に2位にまで立て直した。しかし、勝ち点73（そのうちシャビは勝ち点56に貢献）はバルセロナの過去10年間のリーグ成績で最も低かった。

#### 2022-23シーズン
2022年の夏の移籍市場では、クラブの財政難にもかかわらずロベルト・レヴァンドフスキやハフィーニャ、ジュール・クンデらを含む7人を獲得した一方で、リキ・プッチやオスカル・ミンゲサといったラ・マシア出身の選手やピャニッチ、ブライトバイテらを手放してチームを刷新していった。
シーズン初戦のラージョ・バジェカーノ戦こそスコアレスドローだったが、その後のリーグ戦では勝利を重ねた。一方、CLでは強豪バイエルン・ミュンヘンやインテル相手に勝つことが出来ず、2年連続で決勝トーナメントへの進出を逃してしまった。その後バルセロナを率いて50試合目の節目となったクラシコでは1-3で破れた ものの、スーペルコパ・デ・エスパーニャ決勝のクラシコに勝利して就任後初タイトルを獲得。失速するレアル・マドリードを尻目に順調に勝ち点を重ね、ホームのクラシコにも勝利。11月の首位浮上からは一度も首位を明け渡すことなく独走し、4試合を残してリーグ優勝を決めた。

#### 2023-24シーズン
チャンピオンズリーグ（CL）でベスト8に終わり、ラ・リーガでは宿敵レアル・マドリーに独走を許して連覇を逃した。 これを受け、2024年1月に今シーズン終了後の退任を発表。しかしその後チーム状態が改善した中、4月にはこの決断を覆して来季も残留することが発表された。5月24日に監督を退任が発表された。理由は、5月16日のアルメリア戦前の会見でクラブの財政状況を憂う発言を残し、ジョアン・ラポルタ会長の逆鱗に触れたとのこと。

## プレースタイル

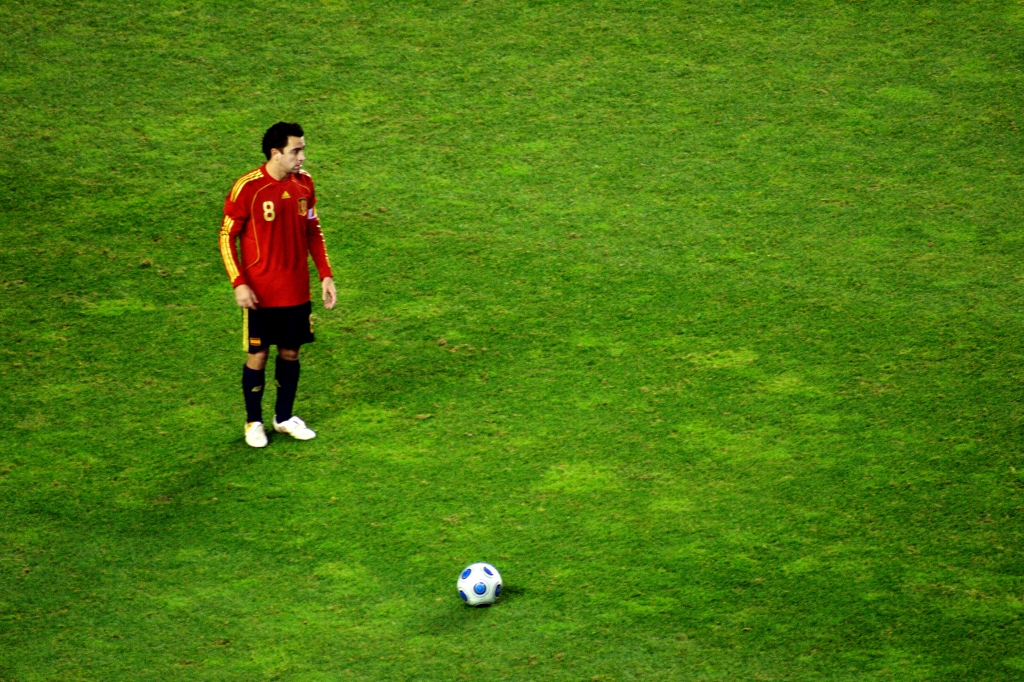
フリーキックを蹴るシャビ

多種多様なパスを活用したゲームメイクが得意で創造性に溢れるパスはスペイン語で「ティキ・タカ」と呼ばれている「パスの細かな連携によって組み立てるサッカー」「パスを受けると同時に次にパスすることを繰り返すことで組み立てるサッカー」を行うFCバルセロナでは欠かせない存在であった。ルーズボールへの対応にも秀でており、重要な局面でこぼれ球からの得点をいくつも重ねている。テクニック面が注目されがちだが、スタミナやけがの耐性にも優れている。また守備能力にも優れており、「相手からボールを奪い取る技術にも長けている」と考えられている。

## 人物
父親はセミプロのサッカー選手であったホアキン・エルナンデス。
2013年7月に1年半交際していた女性と結婚式を挙げた。

## 個人成績
| クラブ        | ディビジョン | シーズン | リーグ | リーグ | カップ | カップ | 国内 SC | 国内 SC | CL   | CL   | EL   | EL   | UEFA SC | UEFA SC | FIFA CWC | FIFA CWC | シーズン通算 | シーズン通算 |
| クラブ        | ディビジョン | シーズン | 出場   | 得点   | 出場   | 得点   | 出場    | 得点    | 出場 | 得点 | 出場 | 得点 | 出場    | 得点    | 出場     | 得点     | 出場         | 得点         |
| ------------- | ------------ | -------- | ------ | ------ | ------ | ------ | ------- | ------- | ---- | ---- | ---- | ---- | ------- | ------- | -------- | -------- | ------------ | ------------ |
| FCバルセロナB | セグンダB    | 1997-98  | 33     | 2      |        |        |         |         |      |      |      |      |         |         |          |          | 39           | 2            |
| FCバルセロナB | セグンダ     | 1998-99  | 18     | 0      | 18     | 0      |         |         |      |      |      |      |         |         |          |          |              |              |
| FCバルセロナB | セグンダB    | 1999-00  | 4      | 1      | 4      | 1      |         |         |      |      |      |      |         |         |          |          |              |              |
| FCバルセロナB | 通算         | 通算     | 55     | 3      |        |        |         |         |      |      |      |      |         |         |          |          | 61           | 3            |
| FCバルセロナ  | プリメーラ   | 1998-99  | 17     | 1      | 2      | 0      | 1       | 1       | 6    | 0    | -    | -    | -       | -       | -        | -        | 26           | 2            |
| FCバルセロナ  | プリメーラ   | 1999-00  | 24     | 0      | 4      | 1      | 0       | 0       | 10   | 1    | -    | -    | -       | -       | -        | -        | 38           | 2            |
| FCバルセロナ  | プリメーラ   | 2000-01  | 20     | 2      | 7      | 0      | -       | -       | 3    | 0    | 6    | 0    | -       | -       | -        | -        | 36           | 2            |
| FCバルセロナ  | プリメーラ   | 2001-02  | 35     | 4      | 1      | 0      | -       | -       | 16   | 0    | -    | -    | -       | -       | -        | -        | 52           | 4            |
| FCバルセロナ  | プリメーラ   | 2002-03  | 29     | 2      | 1      | 0      | -       | -       | 14   | 1    | -    | -    | -       | -       | -        | -        | 44           | 3            |
| FCバルセロナ  | プリメーラ   | 2003-04  | 36     | 4      | 6      | 0      | -       | -       | -    | -    | 7    | 1    | -       | -       | -        | -        | 49           | 5            |
| FCバルセロナ  | プリメーラ   | 2004-05  | 36     | 3      | 1      | 0      | -       | -       | 8    | 0    | -    | -    | -       | -       | -        | -        | 45           | 3            |
| FCバルセロナ  | プリメーラ   | 2005-06  | 16     | 0      | 0      | 0      | 2       | 0       | 4    | 0    | -    | -    | -       | -       | -        | -        | 22           | 0            |
| FCバルセロナ  | プリメーラ   | 2006-07  | 35     | 3      | 7      | 2      | 2       | 1       | 7    | 0    | -    | -    | 1       | 0       | 2        | 0        | 54           | 6            |
| FCバルセロナ  | プリメーラ   | 2007-08  | 35     | 7      | 7      | 1      | -       | -       | 12   | 1    | -    | -    | -       | -       | -        | -        | 54           | 9            |
| FCバルセロナ  | プリメーラ   | 2008-09  | 35     | 6      | 5      | 1      | -       | -       | 14   | 3    | -    | -    | -       | -       | -        | -        | 54           | 10           |
| FCバルセロナ  | プリメーラ   | 2009-10  | 34     | 3      | 3      | 2      | 2       | 1       | 11   | 1    | -    | -    | 1       | 0       | 2        | 0        | 53           | 7            |
| FCバルセロナ  | プリメーラ   | 2010-11  | 31     | 3      | 6      | 0      | 1       | 0       | 12   | 2    | -    | -    | -       | -       | -        | -        | 50           | 5            |
| FCバルセロナ  | プリメーラ   | 2011-12  | 31     | 10     | 7      | 2      | 2       | 0       | 9    | 1    | -    | -    | 1       | 0       | 1        | 1        | 51           | 14           |
| FCバルセロナ  | プリメーラ   | 2012-13  | 30     | 5      | 5      | 0      | 2       | 1       | 11   | 1    | -    | -    | -       | -       | -        | -        | 48           | 7            |
| FCバルセロナ  | プリメーラ   | 2013-14  | 30     | 3      | 5      | 0      | 2       | 0       | 10   | 1    | -    | -    | -       | -       | -        | -        | 47           | 4            |
| FCバルセロナ  | プリメーラ   | 2014-15  | 31     | 1      | 4      | 0      | -       | -       | 10   | 0    | -    | -    | -       | -       | -        | -        | 43           | 1            |
| FCバルセロナ  | 通算         | 通算     | 505    | 58     | 70     | 9      | 14      | 4       | 157  | 12   | 13   | 1    | 3       | 0       | 5        | 1        | 767          | 85           |

| クラブ       | ディビジョン   | シーズン | リーグ | リーグ | カップ | カップ | SC   | SC   | ACL  | ACL  | FIFA CWC | FIFA CWC | シーズン通算 | シーズン通算 |
| クラブ       | ディビジョン   | シーズン | 出場   | 得点   | 出場   | 得点   | 出場 | 得点 | 出場 | 得点 | 出場     | 得点     | 出場         | 得点         |
| ------------ | -------------- | -------- | ------ | ------ | ------ | ------ | ---- | ---- | ---- | ---- | -------- | -------- | ------------ | ------------ |
| アル・サッド | スターズリーグ | 2015-16  | 24     | 3      | 3      | 0      | 0    | 0    | 1    | 0    | -        | -        | 30           | 3            |
| アル・サッド | スターズリーグ | 2016-17  | 26     | 10     | 3      | 0      | -    | -    | 1    | 0    | -        | -        | 32           | 10           |
| アル・サッド | スターズリーグ | 2017-18  | 18     | 6      | 0      | 0      | 0    | 0    | 7    | 1    | -        | -        | 28           | 7            |
| アル・サッド | スターズリーグ | 2018-19  | 14     | 2      | 3      | 0      | -    | -    | 8    | 3    | -        | -        | 27           | 5            |
| アル・サッド | 通算           | 通算     | 82     | 21     | 9      | 0      | 0    | 0    | 17   | 4    | -        | -        | 117          | 25           |

## 代表歴

### 出場大会
- U-20スペイン代表
  - FIFAワールドユース選手権（優勝）
- U-21スペイン代表
  - 2000年 - UEFA U-21欧州選手権2000 (3位)
- U-23スペイン代表
  - 2000年 - シドニーオリンピック (銀メダル)
- スペイン代表
  - 2002年 - 2002 FIFAワールドカップ (ベスト8)
  - 2004年 - UEFA EURO 2004 (1次リーグ敗退)
  - 2006年 - 2006 FIFAワールドカップ (ベスト16)
  - 2008年 - UEFA EURO 2008 (優勝)
  - 2009年 - FIFAコンフェデレーションズカップ2009 (3位)
  - 2010年 - 2010 FIFAワールドカップ (優勝)
  - 2012年 - UEFA EURO 2012 (優勝)
  - 2013年 - FIFAコンフェデレーションズカップ2013 (準優勝)
  - 2014年 - 2014 FIFAワールドカップ (グループリーグ敗退)

### 試合数
- 国際Aマッチ 133試合 13得点（2000年-2014年）[60]

| スペイン代表 | 国際Aマッチ | 国際Aマッチ |
| 年           | 出場        | 得点        |
| ------------ | ----------- | ----------- |
| 2000-01      | 1           | 0           |
| 2001-02      | 5           | 0           |
| 2002-03      | 8           | 0           |
| 2003-04      | 5           | 0           |
| 2004-05      | 8           | 1           |
| 2005-06      | 13          | 0           |
| 2006-07      | 7           | 3           |
| 2007-08      | 16          | 4           |
| 2008-09      | 14          | 1           |
| 2009-10      | 17          | 0           |
| 2010-11      | 7           | 1           |
| 2011-12      | 14          | 1           |
| 2012-13      | 13          | 1           |
| 2013-14      | 7           | 1           |
| 通算         | 133         | 13          |

### 得点
| #   | 開催年月日     | 開催地                               | 対戦国             | スコア | 結果 | 試合概要                    |
| --- | -------------- | ------------------------------------ | ------------------ | ------ | ---- | --------------------------- |
| 1.  | 2005年5月26日  | サラマンカ                           | 中華人民共和国     | 2-0    | 3-0  | 親善試合                    |
| 2.  | 2006年9月6日   | ベルファスト                         | 北アイルランド     | 0-1    | 3-2  | UEFA EURO 2008予選          |
| 3.  | 2006年10月11日 | ムルシア                             | アルゼンチン       | 1-0    | 2-1  | 親善試合                    |
| 4.  | 2007年6月2日   | リガ                                 | ラトビア           | 0-2    | 0-2  | UEFA EURO 2008予選          |
| 5.  | 2007年9月12日  | オビエド                             | ラトビア           | 1-0    | 2-0  | UEFA EURO 2008予選          |
| 6.  | 2007年11月21日 | ラス・パルマス・デ・グラン・カナリア | 北アイルランド     | 1-0    | 1-0  | UEFA EURO 2008予選          |
| 7.  | 2008年6月4日   | サンタンデール                       | アメリカ合衆国     | 1-0    | 1-0  | 親善試合                    |
| 8.  | 2008年6月26日  | ウィーン                             | ロシア             | 0-1    | 0-3  | UEFA EURO 2008              |
| 9.  | 2008年8月20日  | コペンハーゲン                       | デンマーク         | 0–2    | 0-3  | 親善試合                    |
| 10. | 2011年3月29日  | カウナス                             | リトアニア         | 0-1    | 1-3  | UEFA EURO 2012予選          |
| 11. | 2011年9月6日   | ログローニョ                         | リヒテンシュタイン | 3-0    | 6-0  | UEFA EURO 2012予選          |
| 12. | 2012年9月7日   | ポンテベドラ                         | サウジアラビア     | 3-0    | 5-0  | 親善試合                    |
| 13. | 2013年10月11日 | パルマ・デ・マヨルカ                 | ベラルーシ         | 1-0    | 2-1  | 2014 FIFAワールドカップ予選 |

## 監督成績
2023年9月24日現在
| クラブ       | 国           | 就任          | 退任          | 記録 | 記録 | 記録 | 記録 | 記録   |
| クラブ       | 国           | 就任          | 退任          | 試   | 勝   | 分   | 敗   | 勝率   |
| ------------ | ------------ | ------------- | ------------- | ---- | ---- | ---- | ---- | ------ |
| アル・サッド | カタールの旗 | 2019年5月28日 | 2021年11月6日 | 102  | 67   | 17   | 18   | 065.69 |
| バルセロナ   | スペインの旗 | 2021年11月6日 |               | 97   | 61   | 17   | 19   | 062.89 |
| 合計         | 合計         | 合計          | 合計          | 199  | 128  | 34   | 37   | 064.32 |

## タイトル

### 選手

#### クラブ
FCバルセロナ
- プリメーラ・ディビシオン：8回 (1998-99, 2004-05, 2005-06, 2008-09, 2009-10, 2010-11, 2012-13, 2014-15)
- コパ・デル・レイ：3回 (2008-09, 2011-12, 2014-15)
- スーペルコパ・デ・エスパーニャ：6回 (2005, 2006, 2009, 2010, 2011, 2013)
- UEFAチャンピオンズリーグ：4回 (2005-06, 2008-09, 2010-11, 2014-15)
- UEFAスーパーカップ：2回 (2009, 2011)
- FIFAクラブワールドカップ：2回 (2009, 2011)

アル・サッド
- カタール・スターズリーグ：1回 (2018-19)
- カタール・カップ：1回 (2017)
- シェイク・ジャシムカップ：1回 (2017)
- アミールカップ：1回 (2017)

#### 代表
U-20スペイン代表

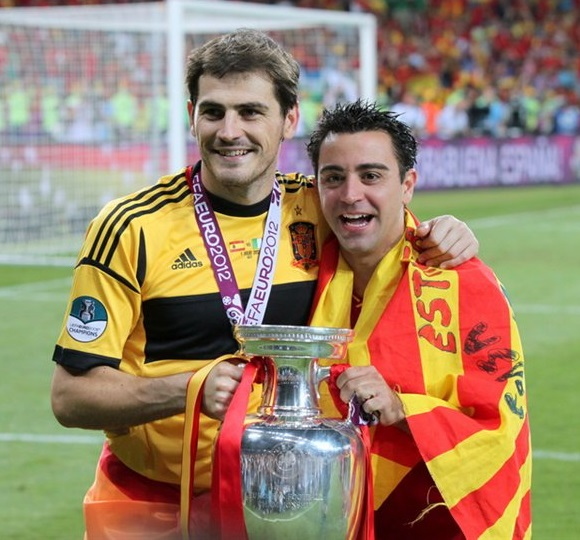
EURO 2012優勝杯をイケル・カシージャスと掲げるシャビ

- FIFAワールドユース選手権：1回 (1999)

U-23スペイン代表
- シドニーオリンピック銀メダル：1回 (2000)

スペインA代表
- UEFA欧州選手権：2回 (2008, 2012)
- FIFAワールドカップ：1回 (2010)

#### 個人
- FIFAワールドユース選手権ベストイレブン：1回 (1999)
- リーガ・エスパニョーラ最優秀新人選手賞：1回 (1999)
- リーガ・エスパニョーラ最優秀スペイン人選手賞：1回 (2005)
- UEFA欧州選手権最優秀選手賞：1回 (2008)
- FIFProベストイレブン：2回 (2007-08, 2008-09)
- IFFHS最優秀プレーメイカー賞：2回 (2008, 2009)
- UEFAチーム・オブ・ザ・イヤー：2回 (2008, 2009)
- FIFA.comベストイレブン：1回 (2008)
- リーガ・エスパニョーラ最優秀MF賞：1回 (2009)
- FIFAコンフェデレーションズカップベストイレブン：1回 (2009)
- FIFAクラブワールドカップブロンズボール：1回 (2009)
- カタラン・オブ・ザ・イヤー：1回 (2009)
- バロンドール・ドリームチーム（2020）
- IFFHS All-time Men's Dream Team（2021）

### 監督

#### クラブ
アル・サッド
- カタール・スターズリーグ：1回 (2020-21)
- カタール・カップ：2回 (2019-20, 2020-21)
- シェイク・ジャシムカップ：1回 (2018-19)
- アミールカップ : 2回 (2019-20, 2020-21)
- カタール・スターズカップ：1回 (2019-20)

FCバルセロナ
- プリメーラ・ディビシオン：1回 (2022-23)
- スーペルコパ・デ・エスパーニャ : 1回 (2022-23)

#### 個人
- QFAアワーズ 最優秀監督賞：1回 (2021)